# تانيا فان غران
تانيا فان غران (بالإنجليزية: Tanya van Graan)‏ (ولدت في 13 ديسمبر 1983) هي ممثلة و مغنية من جنوب أفريقيا. وهي معروفة بأدوارها في فيلم زولو وستارشيب تروبرز 3:المارودر، ولكونها امرأة ذات جاذبية اختيرت في عام2007 ضمن قائمة مجلة إف إتش إم أكثر 100 امرأة جاذبية (المملكة المتحدة) الذي عقد في جوهانسبرغ.

## السيرة المهنية
بالإضافة إلى ظهورها في اعمل بجنوب أفريقيا، ظهرت في فيلم الخيال العلمي ستارشيب تروبرز 3:المارودر، للمخرج إدوارد نيومير، جنبا إلى جنب مع جولين بلالوك وكاسبر فان دين.
في عام 2010، لعبت دور البطولة في فيلم الرعب الكوميدي لوست بويز:ذا ثيرست از ليلي، إلى جانب الممثلة تانيث فينيكس وكوري فيلدمان. في العام نفسه، لعبت دور هولي في فيلم الحركة سباق الموت 2 وعملت مرة أخرى مع تانيث فينيكس، بالإضافة إلى تكملة فيلم سباق الموت 3: الجحيم، الذي صدر في عام 2013. اُصدرت جميع الأفلام الثلاثة لسلسلة سباق الموت كـفيلم على اقراص دي في دي.
في عام 2013، لعبت تانيا فان غران دور البطولة في فيلم زولو لجيروم سال، إلى جانب أورلاندو بلوم وفورست ويتكر.

## الحياة الشخصية
في عام 2014، تزوجت تانيا فان غران من كاسبر كريستوفرسون في مدينة فرانس كيك.

## اعمالها

### افلام
| السنة | العمل                       | الدور               | Notes             |
| ----- | --------------------------- | ------------------- | ----------------- |
| 2004  | كوفيفي                      | كارين               |                   |
| 2008  | ستارشيب تروبرز 3:المارودر   | الرقيب أ. سانداي    |                   |
| 2010  | Mad Cow (2010 film)         | تشارليز             |                   |
| 2010  | لوست بويز:ذا ثيرست از ليلي  | ليلي                |                   |
| 2010  | سباق الموت 2                | هولي                |                   |
| 2013  | سباق الموت 3: الجحيم        | امبر                |                   |
| 2013  | زولو                        | تارا                |                   |
| 2013  | Jimmy in Pien               | القاضي #2           |                   |
| 2014  | سيل تيم 8: خلف خطوط العدو   | فنية تقنية / كولينز |                   |
| 2014  | Die Spook van Uniondale     | ماريا               |                   |
| 2016  | Geraubte Wahrheit           | ميليسا              |                   |
| 2017  | 24 Hours to Live            | جاسمين مورو         |                   |
| 2018  | Tremors: A Cold Day in Hell | الدكتورة ريتا سيمز  |                   |
| 2019  | The Empty Man               | اليسون لاسومبرا     |                   |
| 2021  | غرفة الهروب: بطولة الأبطال  | سونيا               | نسخة مقطوعة ممتدة |
| 2022  | الحب الفدائي                | سالي                |                   |

### تلفزيون
| السنة | العمل                 | الدور       | Notes                            |
| ----- | --------------------- | ----------- | -------------------------------- |
| 2004  | Snitch                | تالين ايمز  | ضيفة الموسم الاول، الحلقة الاولى |
| 2008  | Strictly Come Dancing | نفسها       | برنامج واقعي                     |
| 2008  | Malan en Kie          | شانتيل      |                                  |
| 2017  | لعبة المواعدة القاتلة | شونا برادشو | فيلم تلفزيوني                    |
| 2020  | ربته الذئاب           | ليمبو       | الموسم الاول، الحلقات: 3،4،5،6   |
| 2020  | المهنيين              | رومي براندت | 10 حلقات                         |

## وصلات خارجية
- تانيا فان غران على موقع IMDb (الإنجليزية)
- تانيا فان غران على موقع ألو سيني (الفرنسية)
- تانيا فان غران على موقع قاعدة بيانات الفيلم (الإنجليزية)
- تانيا فان غران على موقع كينوبويسك (الروسية)